# 7.62×51mm NATO
7.62×51毫米北約彈（7.62×51mm NATO cartridge），簡稱7.62北約彈（7.62 NATO），是一款0.308英寸（7.82）口徑的無緣缩口式全威力步槍子彈，通常配備147—175格令（9.5—11.3克）的銅甲鉛芯彈頭。7.62北約彈研發於1950年，為戰鬥步槍與機槍所設計，使用於包括M14自動步槍、M60通用機槍與M134迷你砲機槍在內的許多美國系統的槍械，亦是北約成員國的標準用彈。其前身是.308溫徹斯特，相比蘇聯標準7.62×39mm，威力更大。
7.62x51 NATO和.308溫徹斯特在尺寸及裝藥量僅有微小的差異，大致上可以通用，不過需要注意槍管耐壓是否能夠承受.308溫徹斯特最大62,000 psi膛壓 （通常60,000左右）。 7.62北約彈最大膛壓僅有60,200 psi，通常在58,000左右。

## 研發歷史
二次大戰後美國軍方由於大戰經驗為提高半自動步槍與機槍的射速開始設計新的彈藥，1954年成為北約會員國的標準用彈，1960年代取代.30-06成為美國軍方的標準用彈。現今北約會員國的標準用彈已經由5.56 NATO取代。
從左至右：7.62×51mm NATO,.30-06 Springfield, .300 Wealthby, .300 Remington Ultra Magnum
7.62×51mm NATO對遠距離目標的效果優於5.56×45 NATO，是目前非常普遍的狙擊與機槍用彈，同時也是非常受歡迎的狩獵用彈。

## 彈道表現
彈道表現與.308溫徹斯特相似。

## 種類
- M59：150.5格令通用彈
- M61：穿甲彈
- M62：曳光彈
- M64：發射槍榴彈專用的空包彈
- M80：146格令通用彈
- M118：173格令FMJBT競賽用彈
- M118LR：HPBT狙擊用彈
- M276：曳光彈
- M852：168格令HPBT競賽用彈、狙擊用彈
- M948：穿甲彈
- M993：穿甲彈
- 中國產DJP-201彈
- 日本的豐和64式有其專用的減裝彈，減裝10%火藥。
- 西班牙的CETME M58有其專用的減裝彈。

## 用途

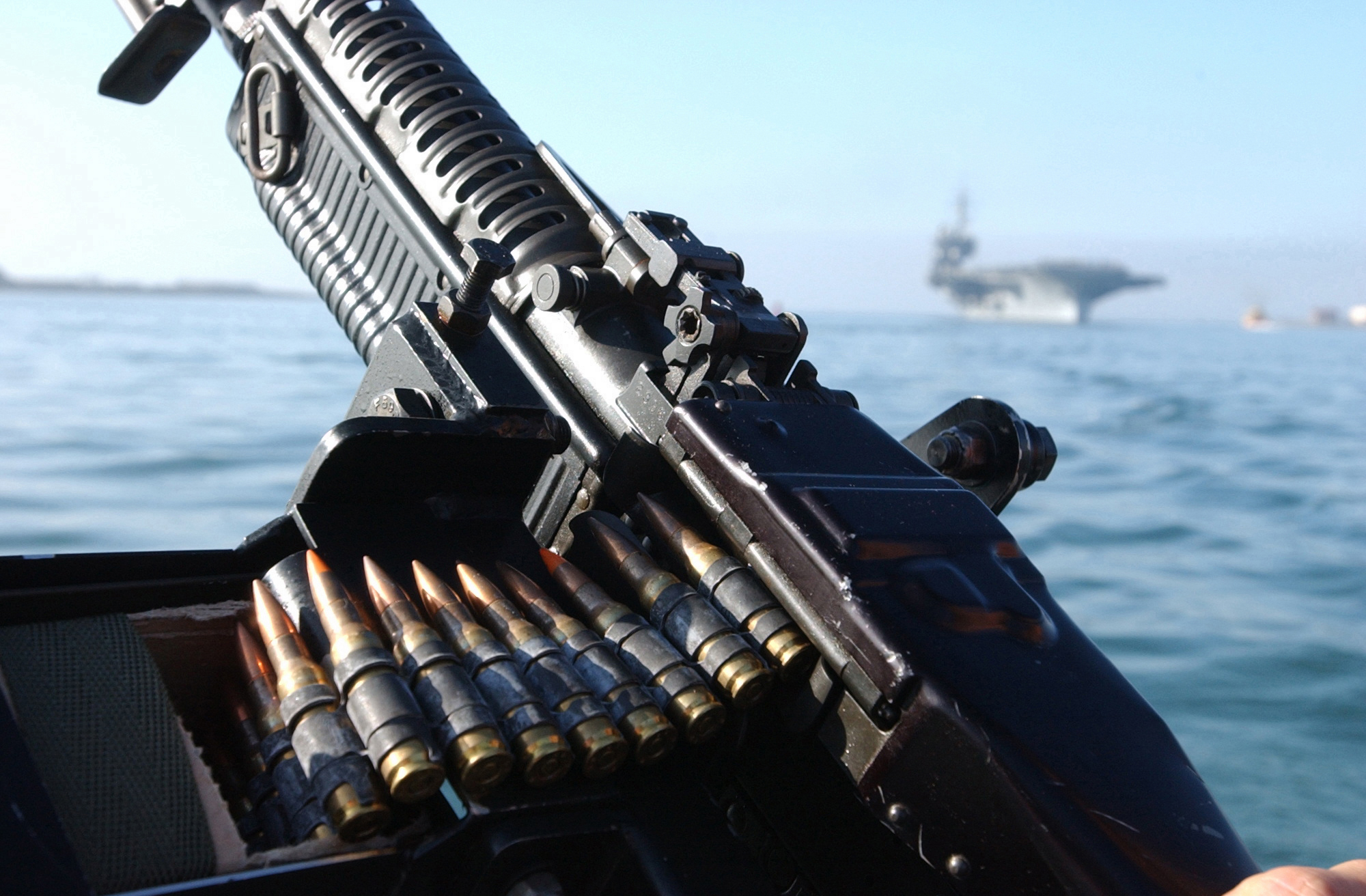
M60通用機槍上的7.62 NATO M13彈鏈

- 軍事使用
- 警用
- 狩獵：中型獵物

## 相關資訊

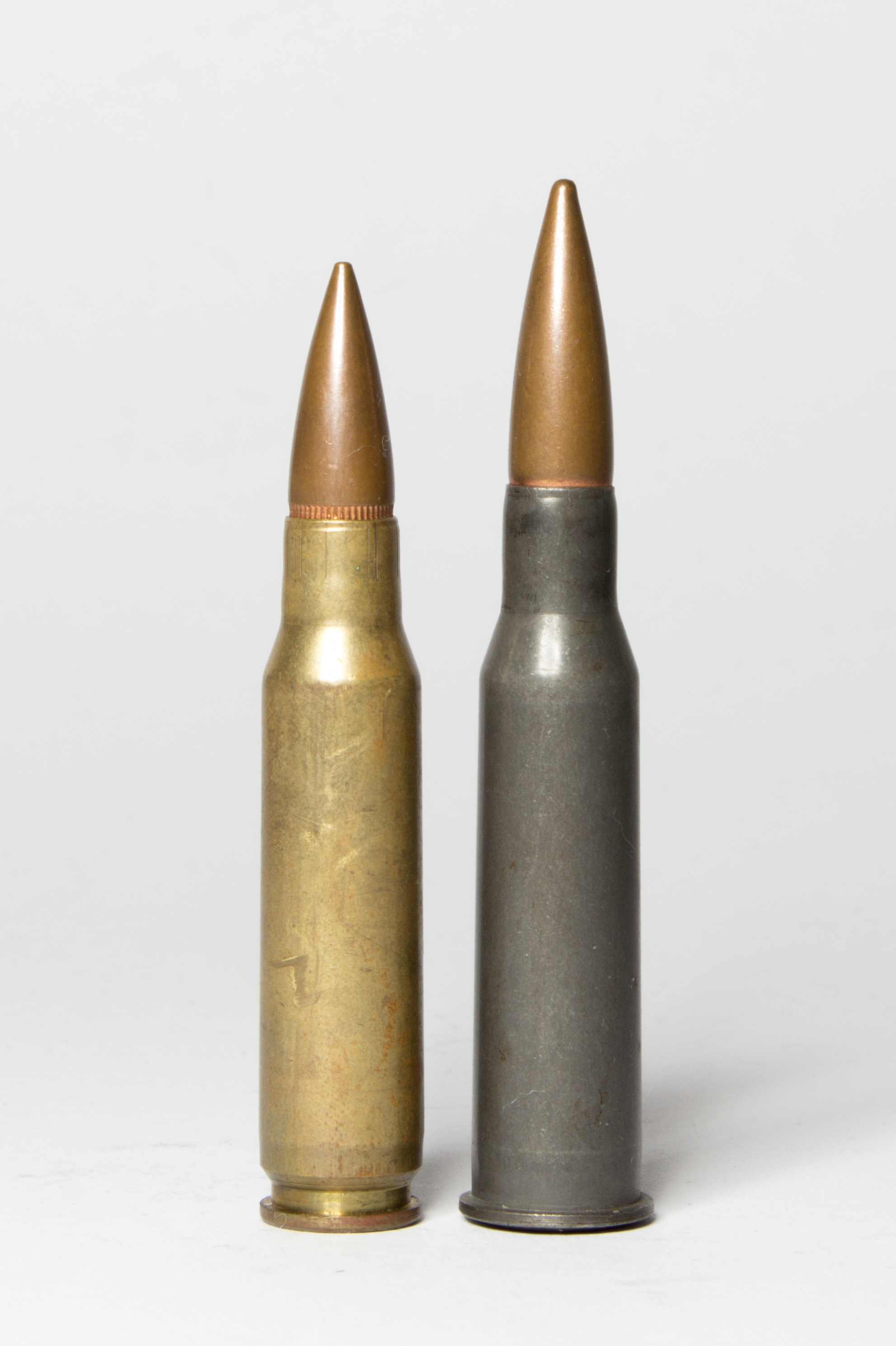
同為7.62毫米口徑的東西方兩大步槍彈：北約彈（左）和7.62R彈比較

- 5.56×45mm NATO
- 5.45×39mm
- 5.8×42mm
- 7.62×39mm
- 7.62×54mmR
- 精密國際AX308狙擊步槍
- 精密國際AX338狙擊步槍
- 步槍子彈列表

## 外部參考
- Various photos of 7.62 NATO ammunition（页面存档备份，存于）
- 槍炮世界—7.62×51mm北約标準彈（页面存档备份，存于）